# La Constancia Mexicana
A La Constnacia Mexicana (nevének jelentése: a mexikói kitartás) a mexikói Puebla városának egyik jelentős ipartörténeti emléke. Ez volt az ország első olyan textilgyára, amelynek gépeit vízenergia segítségével hajtották meg. A ma a város északnyugati részén található gyár 1835-től 1991-ig termelt.

## Története
A textilgyárat Esteban de Antuñano és Gumersindo Saviñón alakíttatta ki egy régi, az Atoyac folyón működött vízimalom épületéből, működését 1835. január 7-én kezdte meg. Tulajdonosa egészen 1847 márciusában bekövetkezett haláláig Antuñano volt, akit egyszer kis híján meglincseltek a gyár létesítése miatt lázongó kézművesek, akik úgy érezték, egy ilyen nagy gyár veszélybe sodorja az ő munkájukat. 1934 körül a Barbaroux család vásárolta meg a La Constancia Mexicanát, az utolsó tulajdonos, Miguel Barbaroux azonban 1960-ban a munkásokkal szemben fennálló adósságát úgy törlesztette, hogy az ő tulajdonukba bocsátotta a létesítményt. A munkások 1976-ig vezették a gyárat, amely 1991-ben megszűnt, majd 2001-ben Puebla állam vette birtokba. Az elhagyatottá vált, romosodó épületeket több szervezet és egyetem arra használta fel, hogy kulturális és művészeti rendezvényeket szervezett benne.
A gyár története során a körülötte levő városrész is sokat fejlődött. A vidéki, addig mezőgazdasággal foglalkozó, az iparba áramló parasztok számára munkáslakásokat hoztak létre, valamint felépült egy kápolna (1897-ben újjáépítették), egy nagy gyűlésteremmel rendelkező szakszervezeti épület, és egy, a saját korában a legjobbak közé tartozó sportpálya is.